# Bushismus

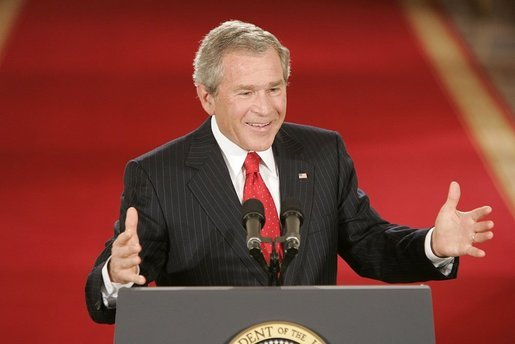
George W. Bush během tiskové konference v roce 2005

Bushismus či bushspeak (anglicky Bushism) označuje nekonvenčně použité slovo či frázi, případně zkomolený výrok, veřejně pronesený 43. americkým prezidentem Georgem W. Bushem. Jednotlivé bushismy se staly součástí americké lidové kultury a podnětem ke vzniku webových stránek a publikovaní knih. Slouží také ke zkarikování bývalého prezidenta. 
Bushismy se běžně vyznačují nesprávným užitím cizích slov – malapropismem, tvorbou neologismů, bezděčným a vtipným přehozením písmen – tzv. spoonerismem, absurdními slovy a gramaticky chybnou mluvnickou shodou.

## Příklady
- „Většina Iráčanů chce žít v mírovém, svobodném světě. A my je najdeme a postavíme před soud.“[4]
- „Používáme zubní pastu Colgate.“ – Bushova odpověď na dotaz, co ho pojí s britským ministerským předsedou Blairem.[1]
- „ Výbornou vlastností knih je to, že jsou v nich občas krásné obrázky.“[1]
- „Vím, že lidské bytosti a ryby spolu mohou žít v míru.“[4]
- „Hovory o Africe jsme strávili tolik času, kolik jsme mohli. Afrika je stát, který sužuje strašná nemoc.“ – Bushův výrok během návštěvy Švédska[1]
- „Je bílý.“ – Bushova odpověď na otázku dítěte, jak vypadá Bílý dům.[1]
- „Opustil jsem principy svobodného trhu, abych zachránil systém svobodného trhu.“[4]
- „Příliš mnoho dobrých lékařů odchází z oboru. Příliš mnoho porodníků a gynekologů nemůže praktikovat svou lásku k ženám po celé zemi.“[4]